# هاي لوجيك
هاي لوجيك (بالإنجليزية: High-Logic)‏، هي شركة خاصة تأسست في عام 1997 على يد ايروين دينيسين، يقع مقر هذه الشركة في مدينة دي بيلت في هولندا. تختص شركة هاي لوجيك في تعديل الخطوط الخاصة بأجهزة الحاسب وإنشاء برامج إدارة لها. يعتبر (FontCreator) المعروف سابقا باسم (Font Creator Program) المنتج الرائد بالنسبة للشركة والمختص بأجهزة مايكروسوفت ويندوز. في الثاني من ديسمبر عام 2005 أطلقت شركة هاي لوجيك برنامج (MainType) المختص بإدارة الخطوط لأنظمة ويندوز. في 23 أبريل 2008 أطلقت الشركة برنامج (Scanahand) الخاص بإنشاء الخطوط لأنظمة وندوز.

## وصلات خارجية
- موقع شركة هاي لوجيك